# Crusader (série télévisée)
Pour les articles homonymes, voir Crusader.
Crusader est une série télévisée américaine en 52 épisodes de 30 minutes, en noir et blanc, diffusée entre le 7 octobre 1955 et le 28 décembre 1956 sur le réseau CBS.
Cette série est inédite dans tous les pays francophones.

## Synopsis
L'écrivain Matt Anders s'attèle à aider des personnes vivant dans des régimes communistes à s'échapper vers des pays libres.

## Distribution
- Brian Keith : Matt Anders

- Ewin Reimers (8 épisodes)
- Wilfred Knapp (3 épisodes)
- Leon Askin (3 épisodes)
- Carl Betz (2 épisodes)
- Don Haggerty (2 épisodes)
- Raymond Bailey (2 épisodes)
- Francis De Sales (2 épisodes)
- Dan Riss (en) (2 épisodes)
- Charles Bronson (2 épisodes)
- Jay Novello (2 épisodes)
- Claude Akins (2 épisodes)
- Rusty Lane (2 épisodes)
- Robert O. Cornthwaite (2 épisodes)
- Jack Lambert (2 épisodes)
- Harry Bartell (2 épisodes)
- Aaron Spelling (2 épisodes)
- Simon Scott (2 épisodes)
- Paul Dubov (en) (2 épisodes)
- Joseph Mell (2 épisodes)
- Robert Osterloh (2 épisodes)
- Ralph Smiley (2 épisodes)
- John Abbott (2 épisodes)
- Alfred Linder (2 épisodes)
- Ivan Triesault (2 épisodes)
- Ben Wright (2 épisodes)
- Celia Lovsky (2 épisodes)
- Otto Waldis (2 épisodes)
- Lillian Buyeff (2 épisodes)
- Ted Hecht (2 épisodes)
- Robert F. Simon (2 épisodes)
- Arthur Space (4 épisodes)
- Geoffrey Toone (en) (2 épisodes)
- Lurene Tuttle (2 épisodes)
- Mort Mills (1 épisode)

## Épisodes

### Première saison (1955-1956)
1. Cross on the Hill
2. One Way Train
3. The Boxing Match
4. Mission in Saigon
5. The Kidnappers
6. The Bargain
7. Air Express to Freedom
8. International Agent
9. The Way Out
10. Sea Voyage
11. No Retreat
12. Christmas in Burma
13. The Assassin
14. Operation Murder
15. Fear
16. Sharks
17. Blackmail
18. The Mask of Love
19. The Confession
20. Freezeout
21. Man of Medicine
22. Pressure
23. The Threshold
24. Helltown, U.S.A.
25. The Adoption
26. The Optimist
27. A Deal in Diamonds
28. Big Sneak
29. Rookie Cop
30. Berlin Love Story
31. A Quiet Town
32. The Ballot Box
33. The Oakhurst Incident
34. A Little Friend
35. The Visitors
36. The Secret
37. The Waif
38. The Farm
39. The Camp
40. Way Station to Hope

### Seconde saison (1956-1957)
1. The Syndicate
2. Expose
3. Innocent Bystander
4. The Girl Across the Hall
5. The Healer
6. Open Highway
7. The Accident
8. Nine Priceless Objects
9. The Counterfeiters
10. Key Witness
11. The Boy on the Brink
12. The Cop Killer
13. The Blow Off